# Acacia uncifolia
Acacia uncifolia là một loài thực vật có hoa trong họ Đậu. Loài này được (J.M. Black) O'Leary mô tả khoa học đầu tiên năm 2007.